# Geoffroy de Cornouaille
Pour les articles homonymes, voir Geoffroy.
Geoffroy, né avant 1137 et mort en 1185, est évêque de Cornouaille (ou de Quimper) de 1167/1171 à 1185. Probablement issu du chapitre de Quimper, il utilise la même titulature que ses prédécesseurs. Il participe aux fondations de plusieurs établissements ecclésiastiques, aux côtés des grands seigneurs bretons.

## Biographie

### Évêque de Cornouaille
On ne sait pas à quelle date exacte Geoffroy devient évêque de Cornouaille à la place de l'évêque Bernard de Moëlan, mort en 1167. Il est attesté comme évêque en 1171. Geoffroy, né avant 1137, est originaire de Cornouaille et probablement membre du chapitre de Quimper avant son accession à l'épiscopat. Peut-être est-il doyen ou archidiacre du chapitre.
Geoffroy utilise la même titulature que ses prédécesseurs depuis Benoît : episcopus Corisopitensis, dont l'acception a donné lieu à débat et qui ne signifie ni évêque de Cornouaille (épiscopus Cornugallie) ni évêque de Quimper,. Cette titulature provient vraisemblablement d'une reprise volontaire d'une mauvaise graphie de civitas Coriosolitum, cité des Coriosolites, qui permet de conférer à Quimper, faussement, une origine antique. On peut retenir que l'évêque de Quimper utilise alors une dénomination ethnique, comme à Nantes ou à Vannes. Geoffroi est néanmoins qualifié d'episcopus Cornubiensis lors de son décès en 1184.

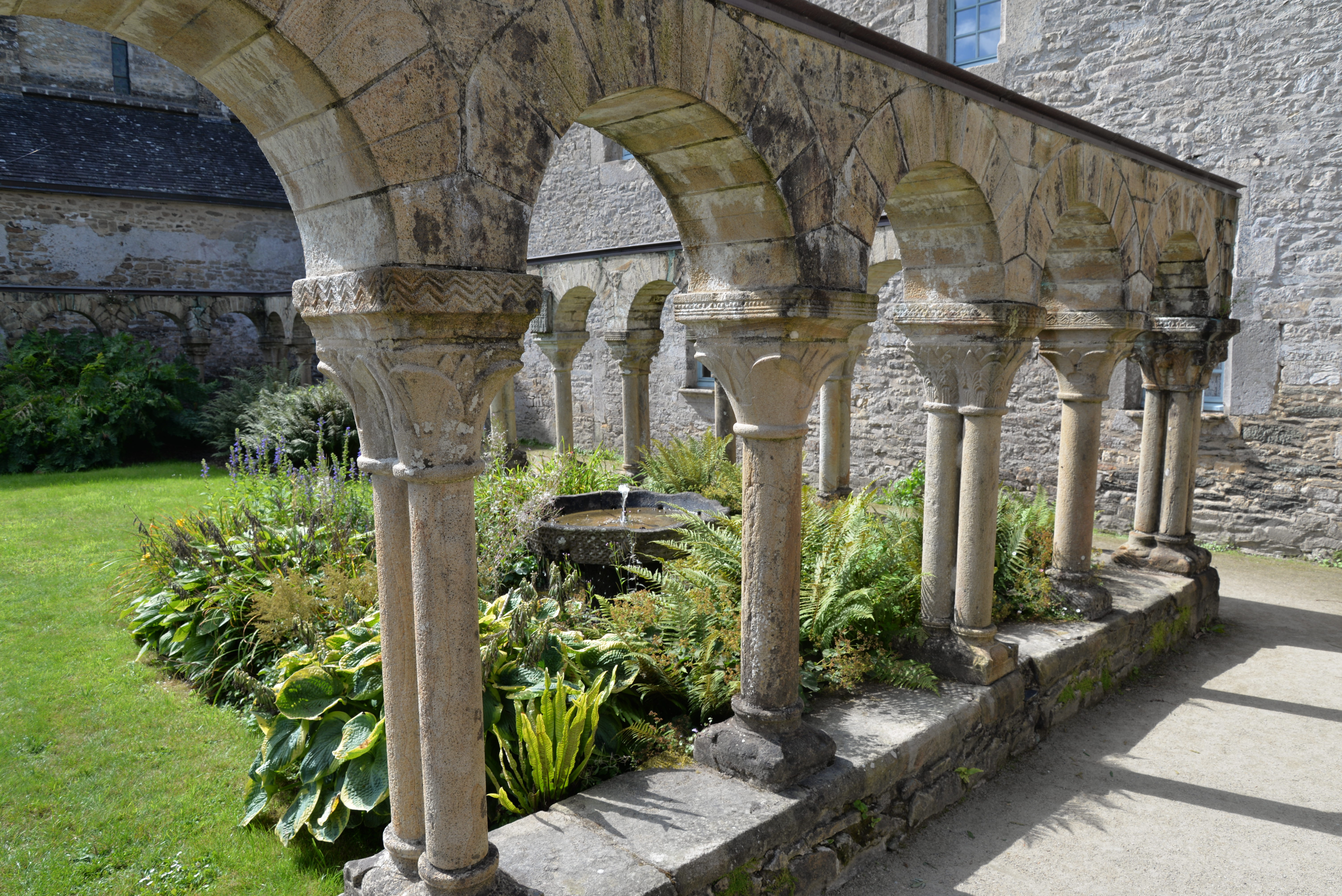
Cloître de l'abbaye de Daoulas

Peu de temps après son accession à l'épiscopat, Geoffroy a des difficultés avec son chapitre, qui nécessitent l'intervention du métropolitain, l'archevêque de Tours, Josse.

### Fondations monastiques
Dans les années 1170, Geoffroy est témoin de la fondation de l'abbaye de Daoulas, confiée à des chanoines augustins, par Guihomarch, vicomte de Léon. Avec son chapitre, il participe à cette fondation en abandonnant des biens aux moines de Daoulas. Une véritable confraternité est instaurée entre l'abbaye de Daoulas et le chapitre de Quimper : Daoulas reçoit les revenus d'une prébende qui viendrait à vaquer à Quimper et accueille en retour les chanoines de Quimper qui voudraient se retirer du monde.

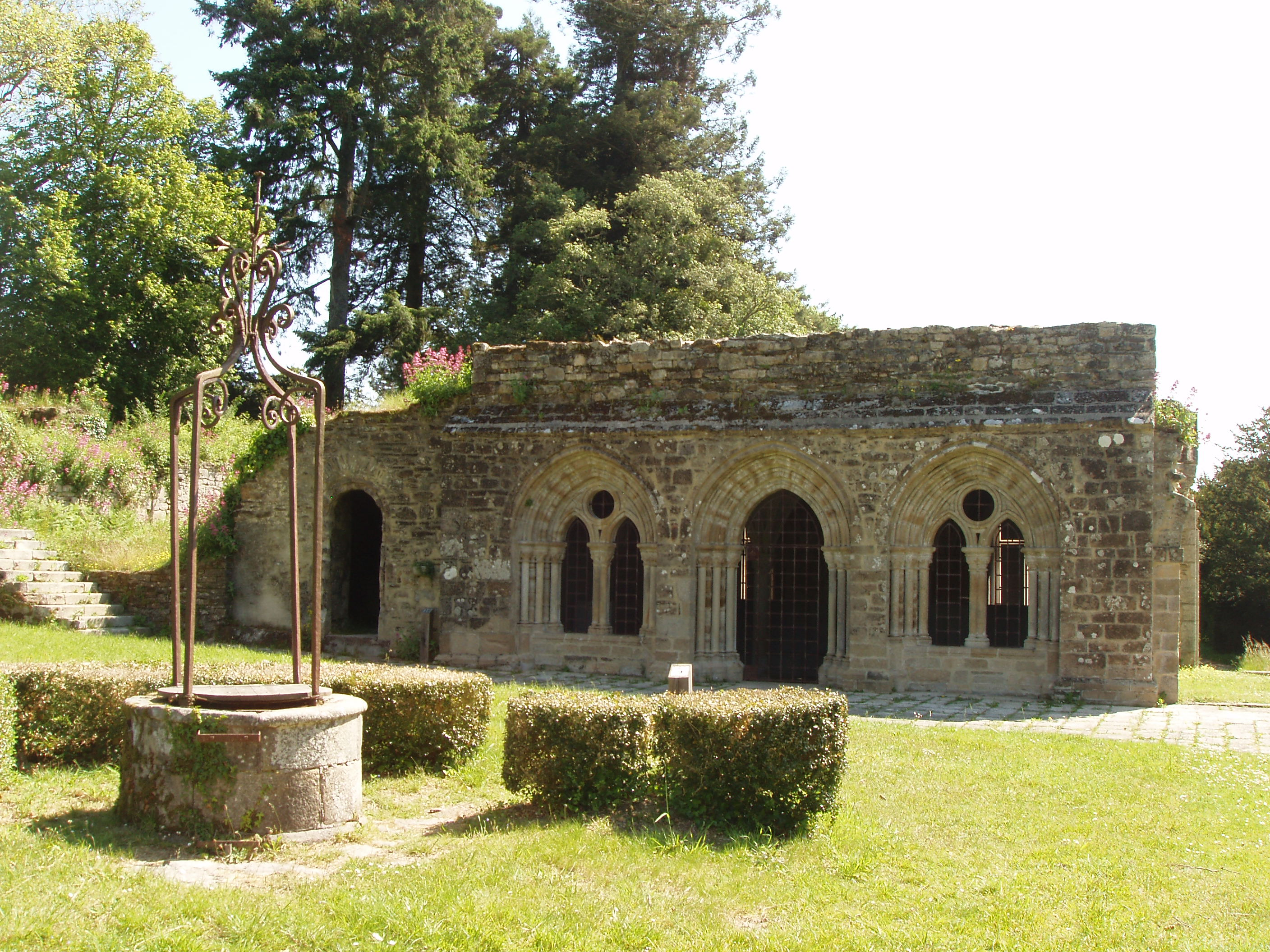
Salle capitulaire de Saint-Maurice de Carnoët

Comme l'un de ses prédécesseurs, Raoul, Geoffroy favorise l'implantation cistercienne en Cornouaille : il est présent aux côtés du duc de Bretagne Conan IV, pourtant ennemi de Guihomarch, lors de la fondation de la future abbaye Saint-Maurice de Carnoët,.
On retrouve l'évêque Geoffroy aux côtés du même duc à Quimper pour confirmer les biens concédés aux Hospitaliers ainsi qu'aux Templiers, et en 1172, au Mans, pour assister à la confirmation de l'exemption préalablement accordée au prieuré de Locmaria. Ce dernier acte est passé en présence de Henri II Plantagenêt, qui manifeste ainsi son pouvoir sur la Bretagne, au nom de son fils Geoffroy II de Bretagne. Geoffroy est donc attesté aux côtés d'hommes qui défendent des options politiques différentes, peut-être parce que, pour lui, les préoccupations spirituelles priment.